# Uszty-janszki járás

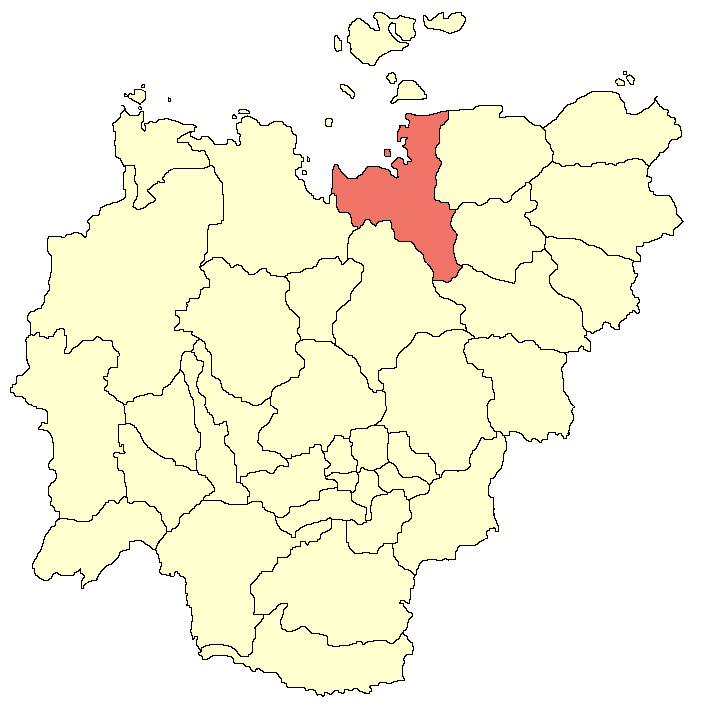
Az Uszty-Majai járás Jakutföldön

Az Uszty-Janszki járás (oroszul Усть-Янский улус, jakut nyelven Усуйаана улууһа) Oroszország egyik járása Jakutföldön. Székhelye Gyeputatszkij.

## Népesség
- 1989-ben 41 265 lakosa volt, melynek 58,7%-a orosz, 8,7%-a jakut, 2,2%-a even, 0,1%-a evenk.
- 2002-ben 10 009 lakosa volt, melyből 3772 jakut (37,69%), 3547 orosz (35,44%), 1070 even (10,69%), 889 ukrán (8,88%), a többi más nemzetiségű.
- 2010-ben 8056 lakosa volt, melyből 3454 jakut, 2176 orosz, 1333 even, 456 ukrán, 94 jukagir stb.